# Dwórzno (województwo warmińsko-mazurskie)
Dwórzno (niem. Hoofe) – wieś w Polsce położona w województwie warmińsko-mazurskim, w powiecie bartoszyckim, w gminie Górowo Iławeckie.
W latach 1954–1957 wieś należała i była siedzibą władz gromady Dwórzno, po jej zniesieniu w gromadzie Górowo Iławeckie. W latach 1975–1998 miejscowość administracyjnie należała do województwa olsztyńskiego.
Wieś wymieniana w dokumentach z 1414 r., przy okazji spisywania strat wojennych (wojna polsko-krzyżacka). Straty w Dwórznie oszacowano na 3000 grzywien, co wskazuje że wieś była całkowicie zniszczona. W tym czasie Dwórzno było wsią czynszową i obejmowało obszar 60 włók. Szkoła powstała w XVIII w. W 1935 r. dwóch nauczycieli nauczało 111 dzieci. W 1939 r. w Dwórznie było 519 mieszkańców. Szkołę ponownie, po wojnie, uruchomiono w 1946 r. Pierwszą kierowniczką i organizatorką szłoły była Gertruda Wojniusz.
W latach 1954–1957 Dwórzno było siedzibą gromady i Gromadzkiej Rady Narodowej.
W 1983 we wsi było 66 domów i 346 mieszkańców. W tym czasie były tu 72 indywidualne gospodarstwa rolne, gospodarujace na łącznym areale 687 ha. Hodowano 501 sztuk bydła (w tym 261 krów), 486 sztuk trzody chlewnej, 72 konie i 14 owiec. W tym czasie we wsi funkcjonowała szkoła podstawowa (filianla), punkt biblioteczny, sala kinowa na 60 miejsc oraz boisko sportowe.

## Ludzie związani z miejscowością
- W 1807 r. we wsi przebywał przejazdem Napoleon Bonaparte.